# Heliophobus nepalensis
Heliophobus nepalensis là một loài bướm đêm trong họ Noctuidae.